# گورستان روستای ابنو
گورستان روستای ابنو مربوط به سده‌های متاخر دوران‌های تاریخی پس از اسلام است و در شهرستان سپیدان، بخش همایجان، دهستان همای جان، داخل روستای ابنو واقع شده و این اثر در تاریخ ۳۰ بهمن ۱۳۸۶ با شمارهٔ ثبت ۲۰۹۶۳ به‌عنوان یکی از آثار ملی ایران به ثبت رسیده است.